# Kubera
Kubera er rigdommens gud i den indiske mytologi.